# Engine Sentai Go-onger
Geki Rangers Shinkengers
Engine Sentai Go-onger (炎神戦隊ゴーオンジャー, Enjin Sentai Gōonjā, littéralement Go-onger, l'escadron motorisé) est une série télévisée japonaise du genre sentai en 50 épisodes de 25 minutes produite en 2008.

## Synopsis
Le clan des Machines barbares Gaiark envisage d'envahir les mondes. Bien que dans le Monde des Machines, les Engines ne les ont pas laissés faire, les Gaiarks se sont enfuis vers le Monde des Humains. Mais un robot nommé « Bomper » forme une équipe afin de s'allier avec les Engines pour arrêter cette menace.

## Personnages

### Go-ongers
| Acteur                                           | Personnage                                   | Senshi                                       | Motif |
| ------------------------------------------------ | -------------------------------------------- | -------------------------------------------- | --- |
| Yasuhisa Furuhara (古原 靖久, Furuhara Yasuhisa) | Sôsuke Esumi (江角 走輔, Esumi Sōsuke)       | Go-on Red (ゴーオンレッド, Gō-on Reddo)      | Condor (コンドル, Kondoru) et Voiture de sport (スポーツカー, Supōtsu Kā)                                   |
| Shinwa Kataoka (片岡 信和, Kataoka Shinwa)       | Renn Kôsaka (香坂 連, Kōsaka Ren)            | Go-on Blue (ゴーオンブルー, Gōon Burū)       | Lion (獅子, Shishi) et autobus (バス, Basu)                                                                 |
| Rina Aizawa (逢沢 りな, Aizawa Rina)             | Saki Rôyama (楼山 早輝, Rōyama Saki)         | Go-on Yellow (ゴーオンイエロー, Gōon Ierō)   | Ours (熊, Kuma) et camping-car (RV, Āru-Bui)                                                                |
| Masahiro Usui (碓井 将大, Usui Masahiro)         | Hanto Jô (城 範人, Jō Hanto)                 | Go-on Green (ゴーオングリーン, Gōon Gurīn)   | Orque (鯱, Shachi) et moto (バイク, Baiku)                                                                  |
| Kenji Ebisawa (海老澤 健次, Ebisawa Kenji)       | Gunpei Ishihara (石原 軍平, Ishihara Gunpei) | Go-on Black (ゴーオンブラック, Gōon Burakku) | Berger allemand (ジャーマン・シェパード, Jāman Shepādo) et véhicule de police (パトロールカー, Patorōru Kā) |

L'appel nominal se conclut par : « À toute vitesse sur la route de la justice ! » (正義のロードを突き進む！, Seigi no Rōdo o tsukisusumu!) suivi de : « Engine Sentai… Go-ongers ! » (炎神戦隊…ゴーオンジャー！, Enjin Sentai… Gōonjā!)
- Sosuke Ezumi / Go-on Red : C'est le leader de l'équipe. Il fonce parfois sans réfléchir (d'où sa phrase de présentation "Vitesse extrême") et se laisse parfois distraire mais quand ses amis sont en danger il ne se laisse jamais décourager même dépassé par l'ennemi, ce qui fait que ses sentiments pour ses amis sont sa plus grande force.
- Renn Kôsaka / Go-on Blue : C'est la "mère poule" de l'équipe car c'est lui qui s'occupe de la nourriture pour ses amis. Il est également le plus intellectuel de l'équipe mais sous ses airs d'intellectuel se cache un combattant redoutable.
- Saki Rôyama / Go-on Yellow : C'est la fille de l'équipe des Go-ongers. Sa réplique fétiche est "smile, smile" qui veut dire "sourire, sourire". Elle la dit surtout pour remonter le moral à ses amis. Elle est également motivée comme elle le dit par des ennemis plus forts qu'elle en faisant équipe avec ses amis.
- Hant Jô / Go-on Green : C'est l'un des deux nouveaux venus avec Gunpei. Plus enfantin et naïf que les autres Go-ongers. C'est aussi un peu une "fille manquée" car il aime travailler comme une serveuse ou porter des vêtements féminins mais ce côté efféminé ne l'empêche de faire ressortir un côté combatif. Son côté efféminé contribue aussi à le rendre comique.
- Gunpei Ishihara / Go-on Black : C'est l'un des deux nouveaux venus avec Hant. C'est le plus doué pour les enquêtes et les déductions étant donné qu'il travaillait dans la police. Il est donc plus perspicace que ses camarades et moins facile à duper.

### Go-on Wings
| Acteur                                           | Personnage                           | Senshi                                        | Motif              |
| ------------------------------------------------ | ------------------------------------ | --------------------------------------------- | ------------------ |
| Hidenori Tokuyama (徳山 秀典, Tokuyama Hidenori) | Hiroto Sutô (須塔 大翔, Sutō Hiroto) | Go-on Gold (ゴーオンゴールド, Gōon Gōrudo)    | Coq (雄鶏, Ondori) |
| Yumi Sugimoto (杉本 有美, Sugimoto Yumi)         | Miu Sutô (須塔 美羽, Sutō Miu)       | Go-on Silver (ゴーオンシルバー, Gōon Shirubā) | Tigre (虎, Tora)   |

L'appel nominal se conclut par : « Take Off! » (テークオフ！, Tēku Ofu!) suivi de : « Go-on Wings » (ゴーオンウイングス, Gōon Uingusu)
- Hiroto Sutō / Go-on Gold : C'est un adepte du Kickboxing. Il forme un duo avec sa sœur cadette Miu. Il est plus solitaire que les Go-ongers et préfère au début agir sans eux parce-qu'ils n'étaient pas selon ses dires assez forts pour l'aider. Malgré de nombreuses alliances il n'était pas uni avec eux pendant un certain temps. Mais après avoir reçu leur aide pour maîtriser un pouvoir dangereux ils ont fait leur premier vrai combat ensemble et il s'est finalement lié d'amitié avec eux. Sa seule faiblesse est sa peur phobique des fantômes comme pour Miu mais Saki a réussi à le faire vaincre cette peur.
- Miu Sutô / Go-on Silver : C'est la deuxième membre des Go-on Wings. Elle forme un duo avec son frère ainé Hiroto. Elle fait aussi parfois équipe avec Saki. Elle est plus une suiveuse (sauf quand elle s'est retrouvée seule avec Hant). Elle est amoureuse de Sosuke mais comprend plus tard que c'est un amour non réciproque (et qui n'a eu aucun impact sur l'histoire) car ils n'ont finalement jamais été ensemble. Néanmoins Sosuke la considère comme une amie autant que les autres.

### Engines
Engine-Oh (エンジンオー, Enjin-Ō) : Ce sont les partenaires Engines des trois premiers Go-ongers qui se combinent pour devenir l'Engine-Oh.
| Numéro | Voix                                           | Nom | Animal | Pilote       | Attaque                                                                                 |
| ------ | ---------------------------------------------- | --- | ------ | ------------ | --------------------------------------------------------------------------------------- |
| 1      | Daisuke Namikawa (浪川 大輔, Namikawa Daisuke) | Engine Speedor (炎神スピードル, Enjin Supīdoru) Phrase de présentation : « La star des circuits avec le plein de courage ! Je suis l'Engine Speedor ! » (勇気満タン、ハイウェイスター！炎神スピードル！, Yūki mantan, haiwei sutā! Enjin Supīdoru!) | Condor | Go-on Red    | Speedor Burst (スピードルバースト, Supīdoru Bāsuto)                                     |
| 2      | Hisao Egawa (江川 央生, Egawa Hisao)           | Engine Bus-on (炎神バスオン, Enjin Basuon) Phrase de présentation : « Élégant à la conduite exemplaire ! Je suis l'Engine Bus-on ! » (粋でいなせな安全運転！炎神バスオンでい！, Iki de inase na anzen unten! Enjin Basuon dei!)                     | Lion   | Go-on Blue   | Bus-on Missiles (バスオンミサイル, Basuon Misairu)                                      |
| 3      | Miki Inoue (井上 美紀, Inoue Miki)             | Engine Bear RV (炎神ベアールＶ（ブイ）, Enjin Beārubui) : Phrase de présentation : « La fille charmante et courageuse ! Je suis l'Engine Bear RV ! » (愛嬌と度胸のタフガール！炎神ベアールＶや！, Aikyō to dokyō no tafu gāru! Enjin Beārubui ya!)  | Ours   | Go-on Yellow | Bear Attack (ベアールアタック, Beāru Atakku), VV Missile (ＶＶミサイル, Buibui Misairu) |

GunBir-Oh (ガンバルオー, GanBaru-Ō) : Ce sont les partenaires Engines des deux autres Go-ongers qui se combinent pour devenir le GunBir-Oh.
| Numéro | Voix                                         | Nom | Animal          | Pilote      | Attaque                                    |
| ------ | -------------------------------------------- | --- | --------------- | ----------- | ------------------------------------------ |
| 4      | Sōichirō Hoshi (保志 総一朗, Hoshi Sōichirō) | Engine Birca (炎神バルカ, Enjin Baruka) Phrase de présentation : « Le rêveur décontracté ! Je suis l'Engine Birca ! » (気楽なドリーマー！炎神バルカだよ！, Kiraku na dorīmā! Enjin Baruka da yo!)                                                            | Orque           | Go-on Green | Bircutter (バルカッター, Barukattā)        |
| 5      | Kenji Hamada (浜田 賢二, Hamada Kenji)       | Engine Gunpherd (炎神ガンパード, Enjin Ganpādo) Phrase de présentation : « Fort face à l'urgence ! Je suis l'Engine Gunpherd ! » (ハードな緊急出動！炎神ガンパードだ！, Hādo na kinkyū shutsudō! Enjin Ganpādo da!)                                          | Berger allemand | Go-on Black | Gunpherd Gun (ガンパードガン, Ganpādo Gan) |
| 6      | Kyōsei Tsukui (津久井 教生, Tsukui Kyōsei)   | Engine Carrigator (炎神キャリゲーター, Enjin Kyarigētā) Phrase de présentation : « La star parmi les Giants ! Je suis l'Engine Carrigator ! » (ジャイアントな千両役者！炎神キャリゲーターでござる ！, Jaianto na senryō yakusha! Enjin Kyarigētā de gozaru!) | Alligator       | Aucun       | Inconnu                                    |

Seiku-Oh (セイクウオー, Seikū-Ō) : Ce sont les partenaires Engines Volants des Go-on Wings ainsi que leur professeur Jum-Bowhale qui se combine pour devenir le Seiku-Oh.
| Numéro | Voix                                                 | Nom | Animal      | Pilote       | Attaque                                                      |
| ------ | ---------------------------------------------------- | --- | ----------- | ------------ | ------------------------------------------------------------ |
| 7      | Shizuka Ishikawa (石川 静, Ishikawa Shizuka)         | Engine Toripter (炎神トリプター, Enjin Toriputā) : Phrase de présentation : « Impulsif et libre comme l'air ! Je suis l'Engine Toripter ! » (縦横無尽トリッキー！俺っち炎神トリプター！, Jūōmujin torikkī! Orecchi Enjin Toriputā!)                                                         | Coq         | Go-on Gold   | Toripter Patariot                                            |
| 8      | Kiyotaka Furushima (古島 清孝, Furushima Kiyotaka)   | Engine Jetras (炎神ジェットラス, Enjin Jettorasu) : Phrase de présentation : « Le maître des airs argenté ! Je suis l'Engine Jetras ! » (白銀のエアマスター！炎神ジェットラス！, Shirogane no ea masutā! Enjin Jettorasu!)                                                                  | Tigre blanc | Go-on Silver | Jetras Torahawk (ジェットラストラホーク, Jettorasu Torahōku) |
| 9      | Tomomichi Nishimura (西村 知道, Nishimura Tomomichi) | Engine Jum-Bowhale (炎神ジャン・ボエール, Enjin Janboēru) Phrase de présentation : « Celui qui vous transporte en first class ! Je suis l'Engine Jum-Bowhale ! » (我輩、すべてがファーストクラス！炎神ジャン・ホエールであ～る！, Wagahai, subete ga fāsuto kurasu! Enjin Janboēru de āru!) | Baleine     | Aucun        | Bowhale Beam                                                 |

Kyoretsu-Oh (キョウレツオー, Kyōretsu-Ō) : Ce sont des Engines des temps anciens qui sont revenues à la vie grâce aux Gaiarks ; après un moment à se déchaîner dans la nature, ils considèrent Go-on Red comme leur partenaire.
| Numéro | Nom | Animal       | Pilote    |
| ------ | --- | ------------ | --------- |
| 10     | Engine Kishamoth (炎神キシャモス, Enjin Kishamosu) Phrase de présentation : « ! » (古代発で出発進行！炎神キシャモスだよ！, Kodai hatsu de shuppatsu shinkō! Enjin Kishamosu da yo!) | Mammouth     | Go-on Red |
| 11     | Engine T-line (炎神ティライン, Enjin Tirain) Phrase de présentation : « ! » (上るぜ！のぞみの炎神ティライン！, Noboru ze! Nozomi no Enjin Tirain!)                                  | Tyrannosaure | Aucun     |
| 12     | Engine K-Line (炎神ケライン, Enjin Kerain) Phrase de présentation : « ! » (下るよ！ひかりの炎神ケライン！, Kudaru yo! Hikari no Enjin Kerain!)                                      | Tricératops  | Aucun     |

- Engine-Oh G6 (エンジンオーＧ６, Enjin-Ō Jī Shikkusu?) : Formé à partir de l'Engine-Oh et du GunBir-Oh.
- Engine-Oh G9 (エンジンオーＧ９, Enjin-Ō Jī Nain?) : Formé à partir de l'Engine-Oh, du GunBir-Oh et du Seiku-Oh.
- Engine-Oh G12 (エンジンオーＧ１２, Enjin-Ō Jī Tuerubu?) : Formé à partir des 12 Engines.

Engine-Dai Shogun (炎神大将軍, Enjin Dai Shōgun) : Ces Engines qui ressemblent à Speedor, Bus-on et Bear RV apparaissent uniquement dans le film BUN BUN! BAN BAN! GekijōBANG!! et Retsu-Taka apparaît dans les épisodes 39 et 40.
| Voix                                         | Nom                                                      |
| -------------------------------------------- | -------------------------------------------------------- |
| Kento Handa (半田 健人, Handa Kento)         | Engine Retsu-Taka (炎神烈鷹, Enjin Retsutaka)            |
| Jun'ichi Haruta (春田 純一, Haruta Jun'ichi) | Engine Shishi-no-Shin (炎神獅子之進, Enjin Shishinoshin) |
| Mika Kikuchi (菊地 美香, Kikuchi Mika)       | Engine Tsuki-no-Wa (炎神月ノ輪, Enjin Tsukinowa)         |

Go-Roader GT (ゴローダーGT, Gorōdā Jī Tī) : Le Go-Roader Gear of Tokon Soul permet à un Engine de combattre aux côtés des Go-ongers et, si on utilise une Tokon Soul, il aide au combat contre les monstres géants.

### Soutien
- Bomper (ボンパー, Bonpā?) : Le robot des Go-ongers, créé par Jum-Bowhale. Il termine ses phrases par « Bom-Bom ! » (ボンボン！, Bon-Bon!?). Son vrai nom est trop long (« Born-to Outerdimension and Mechanic × Pitcrew-type ENGINE-support Robot »), il fut donc raccourci.
- Akinosuke et Harunosuke : Les frères sont venus du Monde des Samurai pour protéger l'épée de Retsu-Taka afin d'empêcher qu'on se serve de l'Engine Dai-Shogun. Ils apparaissent dans les épisodes 39 et 40.

### Clan des Machines barbares Gaiark
Le clan des Machines barbares Gaiark (蛮機族ガイアーク, Bankizoku Gaiāku) est dirigé par :
- le Ministre du Crime, Yogoshimacritein (総裏大臣ヨゴシマクリタイン, Sōri Daijin Yogoshimakuritain?) : le chef suprême des Gaiark.
- la Ministre de la Pollution de l'Eau, Kegalesia (害水大臣ケガレシア, Gaisui Daijin Kegareshia?) : l'unique femme des Gaiarks boit beaucoup et on doit ouvrir la soupape sur sa tête pour évacuer la vapeur quand elle bout de colère.
- le Ministre de la Pollution de la Terre, Yogostein (害地大臣ヨゴシュタイン, Gaichi Daijin Yogoshutain?) (son nom complet est Baron Yogorex de Stein (バロン・ヨゴレックス・ド・シュタイン, Baron Yogorekkusu do Shutain?)) : il est le fils du chef des Gaiarks et fut celui qui lança l'attaque sur le Monde des Machines. Il fut le premier à reconnaître le génie d'Hiramechimedes et en fit son bras droit.
  - le Vice-ministre de la Pollution de la Terre, Hiramechimedes (害地副大臣ヒラメキメデス, Gaichi Fukudaijin Hiramekimedesu?) : Il est le bras droit de Yogostein et le respecte énormément. Il est un grand génie Gaiark.
- le Ministre de la Pollution de l'Air, Kitaneidas (害気大臣キタネイダス, Gaiki Daijin Kitaneidasu?) : Il forme un trio avec Yogostein et Kegalesia. Caractérisé par ses engrenages et son visage bicolore.
- le Ministre du Nettoyage, Kireisky. Il a déjà éradiqué le Monde de la Musique et un autre. Il dispose de nombreuses armes ayant l'apparence d'ustensiles de ménage.

- Les Banki-soldats Ugatz (蛮機兵ウガッツ, Bankihei Ugattsu?) sont les robots fantassins du clan et ont la particularité de ne pas avoir d'yeux visibles sans être aveugles. Dans l'épisode 26 de la série, on voit apparaitre leurs homologues féminins : les Beauty Ugatz (ビューティウガッツ, Byūti Ugattsu?).
- Les Banki-bêtes (蛮機獣, Bankijū?) sont les monstres mécaniques envoyés par le clan.

## Épisodes
1. Les alliés de la justice (正義ノミカタ, Seigi no Mikata?)
2. Un gars inconscient (無茶ナヤツラ, Mucha na Yatsura?)
3. Enquête de base (捜査ノキホン, Sōsa no Kihon?)
4. Les Engines ont des problèmes (炎神トラブル, Enjin Toraburu?)
5. Parfois, une mère !? (時々オカン⁉, Tokidoki Okan!??)
6. Le cœur de la jeune fille (乙女ノココロ, Otome no Kokoro?)
7. Partenaire amigo (相棒アミーゴ, Aibō Amīgo?)
8. Le plus grand miracle (最高ノキセキ, Saikō no Kiseki?)
9. Demain existe (明日ガアルサ, Ashita ga Arusa?)
10. Très bon démarrage (発車オーライ, Hassha Ōrai?)
11. Airwave Jack (電波ジャック, Denpa Jakku?)
12. Sôsuke Banki !? (走輔バンキ⁉, Sōsuke Banki!??)
13. Un réservoir plein de chevalerie (侠気マンタン, Otokogi Mantan?)
14. Doki Doki tous les jours (毎日ドキドキ, Mainichi Doki Doki?)
15. Le calage des Engines (炎神ストール, Enjin Sutōru?)
16. Récupérer son honneur (名誉バンカイ, Meiyo Bankai?)
17. Les ailes de la justice (正義ノツバサ, Seigi no Tsubasa?)
18. Le plus commun des héros (庶民ヒーロー, Shomin Hīrō?)
19. Les véritables intentions de Gunpei (軍平ノホンネ, Gunpei no Honne?)
20. La bataille entre frères et sœurs !? (兄妹バトル⁉, Kyōdai Batoru!??)
21. Gars enfantins (幼稚ナヤツラ, Yōchi na Yatsura?)
22. Dernier souhait (最後ノノゾミ, Saigo no Nozomi?)
23. Flash inconscient (暴走ヒラメキ, Bōsō Hirameki?)
24. Premier sourire (最初ノエガオ, Saisho no Egao?)
25. Adieu mère (母上サヨナラ, Okan Sayonara?)
26. Histoire d'amour (恋愛カンケイ, Ren'ai Kankei?)
27. Hanto petite-fille !? (孫娘ハント⁉, Magomusume Hanto!??)
28. Partenaire Gunpei (相棒グンペイ, Aibō Gunpei?)
29. Arrêtez Hiroto (大翔ヲトメロ, Hiroto wo Tomero?)
30. Amitié poinçon (友情ノパンチ, Yūjō no Panchi?)
31. Débuts d'idoles (歌姫デビュー, Aidoru Debyū?)
32. Chasse aux trésors (秘宝ヲサガセ, Hihō o Sagase?)
33. Les Engines primitifs (原始エンジン, Genshi Enjin?)
34. La femme diabolique (悪魔ナオンナ, Akuma na Onna?)
35. Liens des Engines (炎神ノキズナ, Enjin no Kizuna?)
36. Sôsuke… éternellement (走輔…トワニ, Sōsuke… Towa ni?)
37. Engine Banki !? (炎神バンキ⁉, Enjin Banki!??)
38. Sainteté de la jeune fille (乙女ノホンキ, Otome no Honki?)
39. Enfants nostalgiques (郷愁ノコドモ, Kyōshū no Kodomo?)
40. Renaissance Shogun (将軍フッカツ, Shōgun Fukkatsu?)
41. L'avancement de la garde avancée (育児ノススメ, Ikuji no Susume?)
42. Le campus secret (学園ノヒミツ, Gakuen no Himitsu?)
43. Grand nettoyage de fin d'année (年末オソウジ, Nenmatsu Osōji?)
44. Protéger la veille de Noël (聖夜ヲマモレ, Seiya o Mamore?)
45. Le plan Hatsuyume !? (初夢キカク⁉, Hatsuyume Kikaku!??)
46. Bomper s'enfuit (家出ボンパー, Iede Bonpā?)
47. Le Ministère de l'Agitation en haut (内閣カイゾウ, Naikaku Kaizō?)
48. La justice de la dissolution (正義カイサン, Seigi Kaisan?)
49. La bataille finale (最終ケッセン, Saishū Kessen?)
50. Route de la justice (正義ノロード, Seigi no Rōdo?)

## Films
- Engine Sentai Go-onger : BUN BUN! BAN BAN! GekijōBANG!! (炎神戦隊ゴーオンジャーBUNBUN！BANBAN！劇場BANG‼, Enjin Sentai Gōonjā Bunbun! Banban! Gekijōban!!?) : L'histoire de ce film se déroule entre les épisodes 31 et 32.
- Engine Sentai Go-onger VS Gekiranger (炎神戦隊ゴーオンジャーVSゲキレンジャー, Enjin Sentai Gōonjā tai Gekirenjā?) : L'histoire de ce film se déroule entre les épisodes 37 et 38.
- Samurai Sentai Shinkenger VS Go-onger : GinmakuBang!! (侍戦隊シンケンジャーVSゴーオンジャー銀幕劇BANG‼, Samurai Sentai Shinkenjā Bui Esu Gōonjā Ginmakuban?)

- EX1 : Dimension fracturé ? Bom-Bom
- EX2 : La Grande Résurrection des Machines Barbares Gaiark ? Bom-Bom
- EX3 : Le Mystérieux Trio ? Bom-Bom
- EX4 : Les Go-ongers ont disparu ? Bom-Bom
- EX5 : Le Retour des héros ? Bom-Bom

## Distribution
Soutien
- Akiko Nakagawa : Bomper (voix)

Le clan des Machines Barbares Gaiark
- Kiyoyuki Yanada : Yogostein et Yogoshimacritein (voix)
- Nao Oikawa : Kegareshia
- Mitsuaki Madono : Kitaneidas (voix)
- Kazuya Nakai : Hiramechimedes (voix)

BUN BUN! BAN BAN! GekijōBANG!!
- Kento Handa : Retsu-Taka
- Jun'ichi Haruta : Shishi no Shin
- Mika Kikuchi : Tsuki no Wa
- Sonim : Maki
- Masaya Matsukaze : Gokumaru / Gokugokumaru (voix)
- Naoya Uchida : Raiken / Rairaiken (voix)

## Autour de la série
- Le code couleur de cette saison (rouge, bleu, jaune, vert, noir) s'inspire de celui de Liveman.
- En été 2009, Go-onger a été diffusé en Corée du Sud sous le nom de Power Rangers: Engine Force.
- Les noms de famille des Go-ongers correspondent chacun à une partie du mot « ecology » (え・こ・ろ・じ・い（エコロジー）, e ko ro ji i?). De plus, Go-onger est  la troisième série de sentai à aborder la question écologique après Turboranger et Gaoranger.
- On peut d'ailleurs remarquer que le thème de cette série combine ceux de Liveman et de Gaoranger avec celui de Turboranger, c'est-à-dire les animaux et les véhicules.
- On peut aussi remarquer que la langue dans les attaques spéciales n'est pas que l'anglais (contrairement à la quasi-totalité des sentai), il y a également le français avec notamment les mots « Grand prix » pour les Go-onger (et non « prize » comme en anglais) et « Attention » pour les Go-on Wings. Et l'espagnol est également utilisé en dehors des attaques par Birca l'Engine vert avec par exemple le mot « amigo ». Bref l'utilisation classique de l'anglais est changée avec le rajout de mots de deux autres langues, même si l'anglais reste majoritaire.